# Ніл Шубін
Ніл Шубін (англ. Neil Shubin; нар. 22 грудня 1960) — американський палеонтолог, еволюційний біолог та письменник-популяризатор науки. Обіймає посаду професора біології й анатомії організму імені Роберта Р. Бенслі, є заступником декана з біології й анатомії організму та професором комітету з еволюційної біології Чиказького університету, а також проректором Музею природної історії ім. Філда. Найбільш відомим Ніл Шубін є за співвідкриття риб роду тіктаалік разом із Тедом Дейшлером і Ферішом Дженкінсом.

## Життєпис
Ніл Шубін виріс на периферії Філадельфії, 1987 року здобув докторський ступінь організмової й еволюційної біології в Гарвардському університеті. Також навчався в Колумбійському університеті та Каліфорнійському університеті в Берклі.
2011 року Ніла Шубіна було прийнято членом Національної академії наук США.
У квітні 2006 року, коли було відкрито тіктааліка, Ніла Шубіна було визнано «Людиною тижня» за версією ABC News, також науковець з'явився на «Зе Колберт Репорт» 14 січня 2008 року та 9 січня 2013 року.
14 жовтня 2015 року Майкл Розенфелд, Девід Дуґан і Ніл Шубін одержали Комунікаційну премію Національних академій наук, інженерії та медицини США в розмірі 20000 доларів за здобутки в популяризації науки серед громадськості в категорії кіно/радіо/ТБ за мінісеріал 2015 року «Риба всередині нас». Премія видається особам у чотирьох категоріях — книга, кіно/радіо/ТБ, журнал/газета та онлайн, за підтримки Фонду В. М. Кека. Ніл Шубін був ведучим мінісеріалу «Риба всередині нас» на PBS. Передача була створена кіностудією «Windfall Films and Tangled Bank Studios» на замовлення Медичного інституту Говарда Г'юза, що створює освітні матеріяли.
2017 року Ніла Шубіна було прийнято членом Американського філософського товариства.

### Оригінальні видання
- (англ.) Your Inner Fish: A Journey Into the 3.5-Billion-Year History of the Human Body. New York: Pantheon Books[en], 2008. ISBN 978-0-375-42447-2
- (англ.) The Universe Within: Discovering the Common History of Rocks, Planets, and People. Pantheon Books, New York City 2013, ISBN 978-0-307-37843-9[15]

### Переклади українською
- Ніл Шубін. Риба всередині нас / пер. з англ. Анни Лип'ятських. — К. : Komubook, 2018. — 280 с. — ISBN 978-617-7438-09-9.[16]